# ألان ديكين
ألان ديكين (بالإنجليزية: Alan Deakin)‏ (27 نوفمبر 1941 في المملكة المتحدة - 2 يناير 2018) هو لاعب كرة قدم بريطاني في مركز نصف الجناح. شارك مع منتخب إنجلترا تحت 21 سنة لكرة القدم. أما مع النوادي، فقد لعب مع أستون فيلا ونادي والسول ونادي تاموورث.

## وصلات خارجية
- ألان ديكين على موقع قاعدة بيانات كرة القدم.إي يو (الإنجليزية)